# Johann Georg Heinrich Zeder
Pour les articles homonymes, voir Zeder.
Johann Georg Heinrich Zeder (1764-1837) est un zoologiste allemand.

## Publications
- (de) Erster Nachtrag zur Naturgeschichte der Eingeweidewürmer ... mit Zusätzen und Anmerkungen herausgegeben von J. G. H. Zeder, Mit 6 Kupfertafeln, 1800.